# David Köler
David Köler (Zwickau, 1532 – Zwickau, 25 luglio 1565) è stato un organista, compositore e cantore tedesco.

## Biografia
David Köler, fu compositore, organista, cantore e primo Maestro della Hofkapelle di Schwerin . Le notizie sulla sua vita sono piuttosto lacunose e la sua stessa data di nascita non è certa.
Studiò sino al 1551 nella città natale, poi, sino al 1554, si iscrisse all'Università di Ingolstadt per perfezionarsi. Si recò quindi in Boemia, a Schönfeld, dove lavorò per un anno, forse come Cantore.
Fu poi nominato Cantore a Sankt Joachimsthal dal 1556 al 1557 e ad Altenburg dal 1557 al 1563, dove fu anche organista e compositore. In quell'anno il duca Johann Albrecht I di Meclemburgo-Schwerin lo chiamò a Schwerin, alla corte di Meclemburgo perché restasse per due anni al suo servizio e lo nominò Maestro di Cappella.
Dopo questo periodo Köler tornò a Zwickau dove, pochi mesi dopo, morì all'età di 33 anni.

## Opere
- 1 Geistliches Lied a 4 voci, (1553)
- 10 salmi di Davide a 4,5,6 voci, (editi a Lipsia nel 1554)
- 1 Messa a 7 voci su tema di Josquin Desprez
- 1 Canone (1557)
- Responsorio Te sanctorum a 6 voci
- Rosa florum gloria (1567)
- Kyrie e Gloria a 4 voci
- Non nobis Domine a 5 voci
- Veni Sancte Spiritus a 5 voci
- Salmo LXX a 6 voci
- Salmo Ach Herr, straf mich nicht in deinem Zorn a 6 voci
- Salmo Hülf, Herr, die Heiligen haben abgenommen a 6 voci
- Salmo Richte mich Gott a 6 voci
- Salmo Eile, Gott, mich zu erretten a 6 voci
- Salmo Wer unter dem Schirm des Höchsten sitzt a 6 voci
- Salmo Sihe, wie fein und lieblich a 6 voci

Di altre sue composizioni, fra cui la Messa Super Benedicta es cœlorum Josquini a 7 voci, sono conservati i manoscritti.